# Ernest Maragall
Ernest Maragall Mira (Barcelona, 5 de enero de 1943) es un expolítico español, militante de Esquerra Republicana de Cataluña entre 2018 y 2024. Antiguo concejal del Ayuntamiento de Barcelona en las filas del Partido de los Socialistas de Cataluña, diputado en las viii, ix y xii legislaturas del Parlamento de Cataluña y en el Parlamento Europeo (2014-2016), ha ejercido de consejero de Educación (2006-2010) y de Acción Exterior (2018) del Gobierno de Cataluña.

## Biografía
Nieto del poeta catalán Joan Maragall, es hermano de Pasqual Maragall, presidente de la Generalidad de Cataluña entre 2003 y 2006. Profesionalmente, ha ocupado los siguientes cargos: gerente del Instituto Cartográfico de Barcelona (ICB), director general del Instituto Municipal de Informática (IMI) del Ayuntamiento de Barcelona, director del Área de Información de Base y Organización, consejero delegado del IMI y consejero delegado del ICB.

### Trayectoria en el Ayuntamiento de Barcelona
En la década de 1960 entró a trabajar en el Ayuntamiento de Barcelona presidido por el alcalde franquista José María de Porcioles.
Entre 1970 y 1979 desarrolló tareas como analista informático del Ayuntamiento de Barcelona y como economista en el Gabinete Técnico de Proyectos del Ayuntamiento de Barcelona.
En su vertiente política, ha sido concejal ponente de Función Pública y Calidad del Ayuntamiento de Barcelona (1995-1997), concejal de Hacienda y Función Pública (1997-1999), portavoz del Gobierno Municipal del Ayuntamiento de Barcelona y concejal de Presidencia y Hacienda (1999-2004). Asimismo también ha sido presidente del Instituto Municipal de Hacienda y vicepresidente del Instituto Municipal de Educación del Ayuntamiento de Barcelona. Entre 2001 y 2003 fue portavoz del Gobierno Municipal del Ayuntamiento de Barcelona también.
También ha sido presidente del Consejo del distrito de San Andrés, vicepresidente de la Comisión de Función Pública de la Federación Española de Municipios y Provincias, vicepresidente del Consejo de Administración de Localret, representante del Ayuntamiento en la Federación de Municipios de Cataluña.

### Entrada en el Gobierno de la Generalitat
En la legislatura 2003-2006, ocupó el cargo de secretario del Gobierno catalán. 

### Última etapa como diputado del PSC
En septiembre de 2011 pidió públicamente a los diputados del PSC que salieran electos el 20-N que votasen en contra de la futura Ley de Estabilidad Presupuestaria.

### Abandono del PSC y formación de un nuevo partido
Los desencuentros con la dirección del PSC por su pertenencia al sector más catalanista se acentuaron tras el último Congreso del partido, del que afirmó "El congreso lo ha ganado, como estaba escrito (...), la mayoría orgánica que dirige la organización desde hace 20 años". Ya en el mes de julio de 2012, rompería la disciplina de partido durante la votación en el Parlament de la reclamación de un Pacto Fiscal y una Hacienda pública propias para Cataluña, siendo invitado a dimitir de su escaño. 
La respuesta del diputado fue la de reafirmar su independencia y retar a la dirección del partido a echarle. El último desencuentro se produjo con motivo de la Manifestación "Catalunya, nou estat d'Europa" y su apoyo al derecho de autodeterminación de Cataluña, y a la firma, junto con otros integrantes del sector catalanista del PSC, de un Manifiesto crítico en la misma línea soberanista.
El 11 de octubre de 2012 anunció su abandono del PSC, retomando el Partit Català d'Europa fundado por su hermano en 1998 para crear un partido de izquierda y soberanista.
El 5 de noviembre de 2012 se celebró un acto público con el lema de 'Esquerra i país' presidido por el exlíder de ERC Josep Lluís Carod-Rovira, Ernest Maragall, el eurodiputado de ICV Raül Romeva y el filósofo Josep Ramoneda reivindicando la creación de un proyecto político que aglutine a la izquierda catalanista tras las elecciones autonómicas de 2012. Al acto también acudieron los miembros de ERC Alfred Bosch y Marta Rovira y de ICV Joan Herrera; también mostró su apoyo a dicha estrategia el dirigente de la corriente Avancem del PSC Joan Ignasi Elena. Sin embargo el nuevo proyecto que liderará se denominará Nova Esquerra Catalana.
El 3 de marzo de 2014 se anunció que Ernest Maragall sería número dos de L'Esquerra pel Dret a Decidir para las elecciones europeas de 2014.
Resultó elegido diputado en el Parlamento de Cataluña para la XII legislatura por la coalición electoral Esquerra Republicana de Catalunya-Catalunya Sí en las elecciones al Parlamento de Cataluña de 2017.

### Consejero en el Gobierno Torra
En mayo de 2018 fue nombrado consejero de Acción Exterior, Relaciones Institucionales y Transparencia del Gobierno de Cataluña, presidido por Quim Torra. Tomó posesión del cargo el 2 de junio junto al resto de nuevos consejeros. Su gestión al frente del departamento se centró principalmente en tratar de reabrir las delegaciones de la Generalidad de Cataluña cerradas en virtud a la aplicación del artículo 155 de la Constitución española de 1978 en Cataluña. En noviembre de 2018 tuvo lugar su cese como consejero del Gobierno Torra; Maragall, anunciado a la prensa como futuro cabeza de lista de ERC en las elecciones municipales de 2019 en Barcelona, renunció para centrarse en la campaña electoral; fue nombrado en su lugar como consejero Alfred Bosch, precisamente líder del grupo municipal de ERC en el Ayuntamiento de Barcelona en ese momento.

### Elecciones municipales de 2019
Cabeza de lista de la candidatura de «Esquerra Republicana de Catalunya-Ernest Maragall Alcalde+BCN-Nova-Acord Municipal» en las elecciones municipales del 26 de mayo de 2019 en Barcelona, la lista obtuvo en los comicios el mayor número de votos entre las diferentes candidaturas, y el mismo número de concejales (10) que el de la segunda candidatura en votos, la de Barcelona en Comú-En Comú Guanyem, encabezada por la alcaldesa Ada Colau. Anunció entonces su voluntad de abrir negociaciones con esta lista y la de Junts para alcanzar un acuerdo de investidura, descartando también entonces alcanzar acuerdos con el PSC, que cerraría la posibilidad de un acuerdo de investidura entre los tres partidos de izquierda, catalogando a su vez la posibilidad de repartir el mandato de cuatro años de alcalde en dos períodos entre él y Colau como «el peor de los inventos». En relación con la posibilidad de que Colau fuese investida con los votos de los concejales de Manuel Valls, Maragall defendió que esto supondría «negar la soberanía de Barcelona» y se preguntó retóricamente si Colau estaría «con las víctimas o con los carceleros».

### Elecciones municipales de 2023
El 28 de mayo de 2022, Maragall fue proclamado candidato de Esquerra Republicana de Catalunya a la alcaldía de Barcelona para las elecciones municipales del 28 de mayo de 2023. El ya alcaldable republicano obtuvo el 90% de votos de la militancia en unas primarias en las que fue el único candidato.
No se convirtió en alcalde y apoyó la propuesta de Xavier Trias, aunque finalmente un pacto entre PP, PSC y Comuns invistió como alcalde a Jaume Collboni. En noviembre de 2023 anunció que dejaba el pleno del Ayuntamiento de Barcelona a final de año.

### Abandono de la política
Ernest Maragall se dio de baja del partido en julio de 2024 al salir a la luz pública la existencia de una estructura en ERC dedicada a realizar ataques de falsa bandera, que se financiada por el partido con facturas falsas a través de la empresa de comunicación Relevance y que entre otras acciones hizo una pegada de carteles contra los hermanos Maragall por la enfermedad de Alzheimer de Pasqual Maragall.